# Baker (Nevada)
Baker é uma pequena comunidade não incorporada  e região censitária no condado de White Pine, estado do Nevada, nos Estados Unidos.

## Geografia
Baker fica localizada a oito quilómetros do Parque Nacional da Grande Bacia na State Route 487. A cidade tem o nome de um dos primiros povoadores da cidade, George W. Baker.

## Demografia
Segundo o censo da população, realizado em 2010, Baker tinha 363 habitantes (193 homens e 170 mulheres), dos quais 65 tinham  menos de 5 anos, enquanto 68 mais de 65 anos. Estamos perante uma população envelhecida, onde existem mais idosos do que jovens.  A média de idades é de 44,9 anos. Em ternos étnicos: 325 eram brancos, 19 eram índios, 10 e outras etnias, 8 eram mistura de várias etnias e um negro.

## Educação
A educação pública é fornecida pelo White Pine County School District e pela Escola Primária localizada em Baker.

## Comércio
Entre os alojamentos da comunidade há a Pousada de Silver Jack, localizada no centro da localidade e a "Border Inn", localizada no leste da cidade, junto à fronteira do estado do Nevada com o estado do Utah.
Vários artistas residem em Baker, incluindo Terry Marasco, Margaret Pense Bill and Kathy Rountree,

## Cidadãos proeminentess
Entre os cidadãos proeminentes de Baker há a destacar  Calvin Quate, professor engenharia eletrónica na  Universidade de Stanford famoso pela invenção do microscópio de força atômica.
A localidade é também a sede da School of Natural Order, que segue os ensinamentos de  Vitvan.  The Long Now Foundation que adquiriu terra localizada a cerca de 21 quilómetros a suddoeste  de Baker e a oeste do   Parque Nacional da Grande Bacia e  precisamente a oeste do Parque Nacional como possível local está o  Clock of the Long Now, um relógio preparado para operar com um mínimo de intervenção humana por 10.000 anos.